# Бабаева, Таган
Таган Бабаева (1915, Кизыл-Арват — 1995, Ашхабад) — советский хозяйственный, государственный и политический деятель.

## Биография
Родилась в 1915 году в Кизыл-Арвате. Член КПСС.
С 1929 года — на хозяйственной, общественной и политической работе. В 1929—1975 гг. — заместитель заведующего Отделом Кизыл-Арватского городского Совета, в Туркменском ковровом Союзе, помощник прокурора Туркменской ССР, заведующая Юридическим отделом при Секретариате Президиума Верховного Совета Туркменской ССР, заместитель председателя Верховного Совета Туркменской ССР, секретарь Президиума Верховного Совета Туркменской ССР, секретарь Ашхабадского областного комитета КП(б) Туркменистана, председатель Исполнительного комитета Ашхабадского областного Совета, секретарь Президиума Верховного Совета Туркменской ССР.
Избиралась депутатом Верховного Совета Турменской ССР 3-9-го созывов.
Умерла в Ашхабаде в 1995 году.